# Tyrannochthonius
Tyrannochthonius är ett släkte av spindeldjur. Tyrannochthonius ingår i familjen käkklokrypare.

## Dottertaxa tillTyrannochthonius, i alfabetisk ordning[1]
- Tyrannochthonius alabamensis
- Tyrannochthonius aladdinensis
- Tyrannochthonius albidus
- Tyrannochthonius amazonicus
- Tyrannochthonius aralu
- Tyrannochthonius archeri
- Tyrannochthonius assimilis
- Tyrannochthonius attenuatus
- Tyrannochthonius avernicola
- Tyrannochthonius bagus
- Tyrannochthonius bahamensis
- Tyrannochthonius barri
- Tyrannochthonius beieri
- Tyrannochthonius binoculatus
- Tyrannochthonius bispinosus
- Tyrannochthonius brasiliensis
- Tyrannochthonius brevimanus
- Tyrannochthonius brooksi
- Tyrannochthonius butleri
- Tyrannochthonius caecatus
- Tyrannochthonius cavernicola
- Tyrannochthonius cavicola
- Tyrannochthonius centralis
- Tyrannochthonius chamberlini
- Tyrannochthonius chamorro
- Tyrannochthonius charon
- Tyrannochthonius chelatus
- Tyrannochthonius confusus
- Tyrannochthonius contractus
- Tyrannochthonius convivus
- Tyrannochthonius curazavius
- Tyrannochthonius densedentatus
- Tyrannochthonius diabolus
- Tyrannochthonius ecuadoricus
- Tyrannochthonius elegans
- Tyrannochthonius erebicus
- Tyrannochthonius felix
- Tyrannochthonius fiskei
- Tyrannochthonius floridensis
- Tyrannochthonius gezei
- Tyrannochthonius gnomus
- Tyrannochthonius gomyi
- Tyrannochthonius grimmeti
- Tyrannochthonius guadeloupensis
- Tyrannochthonius halopotamus
- Tyrannochthonius helenae
- Tyrannochthonius heterodentatus
- Tyrannochthonius hoffi
- Tyrannochthonius horridus
- Tyrannochthonius hypogeus
- Tyrannochthonius imitatus
- Tyrannochthonius infernalis
- Tyrannochthonius innominatus
- Tyrannochthonius insulae
- Tyrannochthonius intermedius
- Tyrannochthonius japonicus
- Tyrannochthonius jonesi
- Tyrannochthonius kermadecensis
- Tyrannochthonius krakatau
- Tyrannochthonius laevis
- Tyrannochthonius luxtoni
- Tyrannochthonius mahunkai
- Tyrannochthonius meneghettii
- Tyrannochthonius meruensis
- Tyrannochthonius migrans
- Tyrannochthonius monodi
- Tyrannochthonius nanus
- Tyrannochthonius nergal
- Tyrannochthonius noaensis
- Tyrannochthonius norfolkensis
- Tyrannochthonius oahuanus
- Tyrannochthonius oligochaetus
- Tyrannochthonius orpheus
- Tyrannochthonius osiris
- Tyrannochthonius ovatus
- Tyrannochthonius pachythorax
- Tyrannochthonius palauanus
- Tyrannochthonius pallidus
- Tyrannochthonius parvus
- Tyrannochthonius pecki
- Tyrannochthonius perpusillus
- Tyrannochthonius philippinus
- Tyrannochthonius pholeter
- Tyrannochthonius pluto
- Tyrannochthonius procerus
- Tyrannochthonius psoglavi
- Tyrannochthonius pupukeanus
- Tyrannochthonius pusillimus
- Tyrannochthonius pusillus
- Tyrannochthonius queenslandicus
- Tyrannochthonius rahmi
- Tyrannochthonius rex
- Tyrannochthonius riberai
- Tyrannochthonius robustus
- Tyrannochthonius rotundimanus
- Tyrannochthonius satan
- Tyrannochthonius semidentatus
- Tyrannochthonius semihorridus
- Tyrannochthonius setiger
- Tyrannochthonius sheltae
- Tyrannochthonius similidentatus
- Tyrannochthonius simillimus
- Tyrannochthonius simulans
- Tyrannochthonius skeletonis
- Tyrannochthonius sokolovi
- Tyrannochthonius sparsedentatus
- Tyrannochthonius spinatus
- Tyrannochthonius steevesi
- Tyrannochthonius stonei
- Tyrannochthonius strinatii
- Tyrannochthonius stygius
- Tyrannochthonius superstes
- Tyrannochthonius suppressalis
- Tyrannochthonius swiftae
- Tyrannochthonius tartarus
- Tyrannochthonius tekauriensis
- Tyrannochthonius tenuis
- Tyrannochthonius terribilis
- Tyrannochthonius texanus
- Tyrannochthonius tlilapanensis
- Tyrannochthonius torodei
- Tyrannochthonius troglobius
- Tyrannochthonius troglodytes
- Tyrannochthonius troglophilus
- Tyrannochthonius vampirorum
- Tyrannochthonius wittei
- Tyrannochthonius wlassicsi
- Tyrannochthonius volcancillo
- Tyrannochthonius volcanus
- Tyrannochthonius zonatus